# Gare de Bécon-les-Bruyères
Pour les articles homonymes, voir Bécon.
La gare de Bécon-les-Bruyères est une gare ferroviaire française des lignes de Paris-Saint-Lazare à Versailles-Rive-Droite et de Paris-Saint-Lazare à Saint-Germain-en-Laye. Elle est située sur le territoire de la commune de Courbevoie, à proximité immédiate d'Asnières-sur-Seine et de Bois-Colombes, quartier dit de Bécon-les-Bruyères, dans le département des Hauts-de-Seine en région Île-de-France.
Bécon est un quartier de la commune de Courbevoie, situé entre la gare et la Seine ; on y trouve un parc. Le quartier des Bruyères est situé sur Asnières-sur-Seine et Bois-Colombes. Le site de l'ancienne usine Hispano-Suiza est devenu la ZAC des Bruyères.
C'est une gare de la Société nationale des chemins de fer français (SNCF) desservie par les trains de la ligne L du Transilien (réseau Paris-Saint-Lazare). Elle se situe à une distance de 5,7 km de la gare de Paris-Saint-Lazare.

## Situation ferroviaire

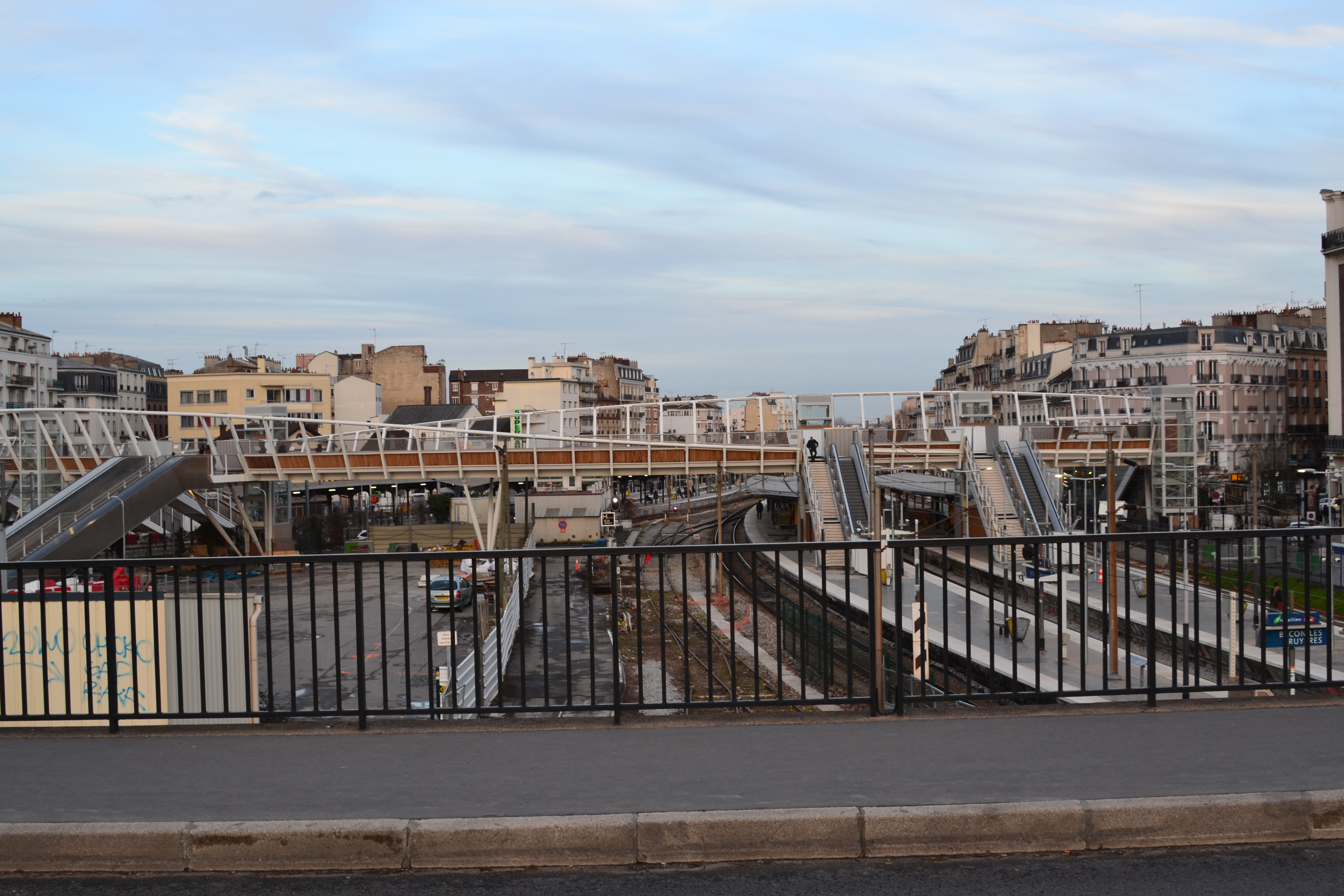
Vue d'ensemble de la gare avec la passerelle.

Établie à 42 mètres d'altitude, la gare de bifurcation de Bécon-les-Bruyères est située au point kilométrique (PK) 5,708 de la ligne de Paris-Saint-Lazare à Versailles-Rive-Droite, entre les gares d’ Asnières-sur-Seine et de Courbevoie, et de la ligne de Paris-Saint-Lazare à Saint-Germain-en-Laye, entre les gares d'Asnières-sur-Seine et des Vallées. Cette dernière ligne est transférée à la RATP à partir de Nanterre-Université.
Avec une disposition en Y, c'est une gare de bifurcation des deux groupes de la ligne « L » : le groupe II avec les branches desservant les lignes de Versailles-Rive Droite et de Saint-Nom-la-Bretèche et le groupe III avec celle de Cergy-Le Haut (voir galerie de photographies en bas de page).
Sur la photo ci-contre, au premier plan, les trois voies sont celles de la ligne de Versailles (groupe II) ; une automotrice Z 6400 assure une mission en direction de Saint-Cloud. Au fond, le bâtiment voyageurs est établi parallèlement aux trois voies de la ligne de Saint-Germain-en-Laye. Les trains s'y dirigent aujourd'hui vers Nanterre-Université et Cergy (groupe III).

## Histoire

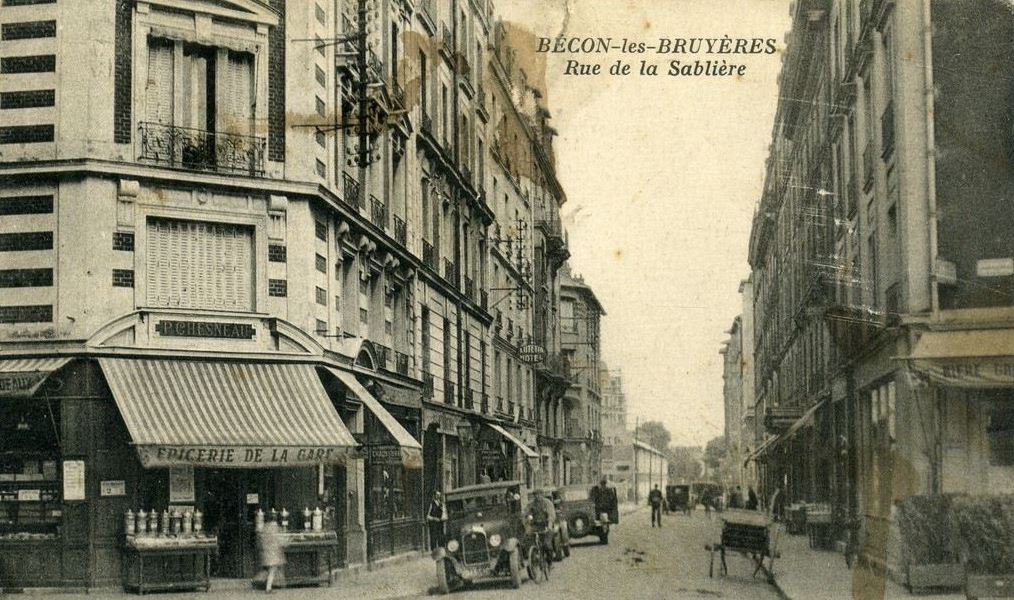
Quartier de Bécon-les-Bruyères, rue de la Sablière.

Vers 1885, la Compagnie des chemins de fer de l'Ouest propose la création d'une gare pour voyageurs et marchandises à hauteur du pont dit des « Quinze Perches », sur la ligne de Paris à Versailles. Le projet est soumis à l'enquête publique le 24 septembre 1886. Une décision ministérielle du 16 mai 1880 autorise la création du raccordement des Quinze Perches ainsi que l'établissement d'une gare sur le territoire de Courbevoie. Le nouveau raccordement créé sépare les flux des lignes de Rouen et de Saint-Germain-en-Laye.
La gare est édifiée à mi-chemin des gares d'Asnières et de Courbevoie, sur une ancienne sablière ouverte par la Compagnie de l'Ouest vers 1861 ; l'actuelle « rue de la Sablière » évoque encore le nom. Le pont de Quinze Perches est élargi à 8 mètres.
La gare de Bécon-les-Bruyères est ouverte en octobre 1891, et inaugurée le 1er juillet 1892 par M. Alexandre Ribot (ligne Paris-Saint-Lazare - Versailles-Rive-Droite). Elle profite immédiatement à Courbevoie qui voit jaillir de terre de nombreuses rues et logements organisés en étoile autour de la voie ferrée et se développer les quartiers de Bécon (sur Courbevoie) et des Bruyères (sur Asnières-sur-Seine et Bois-Colombes).
En 1927, la gare et son quartier sont l'objet d'un roman d'Emmanuel Bove. Un site web évoque cet ouvrage.

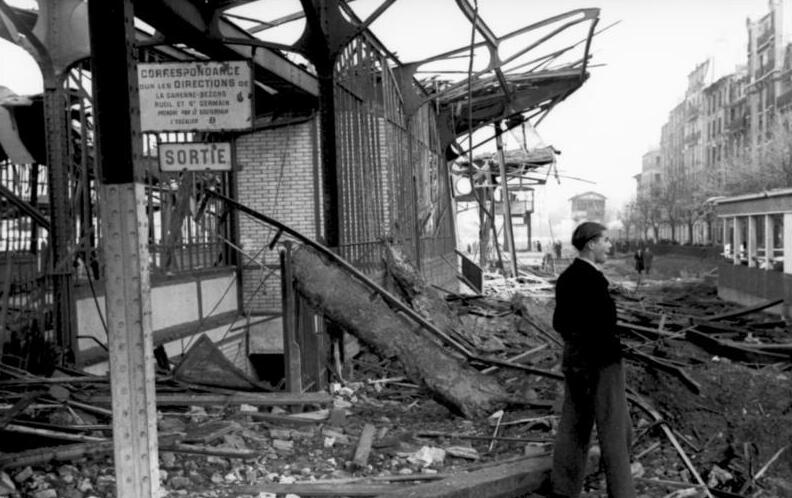
La gare en décembre 1943, après les bombardements alliés.

Le 15 septembre 1943, le quartier de la gare subit plusieurs bombardements qui occasionnent d'importants dégâts ; la cible semble avoir été les usines Hispano-Suiza. Il faudra trois jours pour déblayer les ruines afin d'en retirer les morts.
En 1969, le bâtiment voyageurs est modernisé afin de mieux répondre à l'augmentation du trafic. Les travaux se déroulent essentiellement de nuit vu l'importance du trafic ferroviaire. Des consignes sont données afin d'en limiter les nuisances sonores pour les riverains.
Le trafic montant quotidien est de 851 voyageurs par jour en 1893. Il progresse fortement et atteint 9 684 voyageurs en 1938, diminue pour atteindre 7 752 voyageurs en 1973 et enfin grimpe à 15 500 voyageurs par jour en 2003.
La gare est fermée au service du fret le 15 décembre 2008. La halle des marchandises, sise sur la commune de Bois-Colombes, rue des Messageries, a été détruite et l'espace dégagé fait l'objet, depuis le printemps 2011, d'un important chantier de construction, en marge du projet d'urbanisation de la ZAC des Bruyères.
Courant 2010, les luminaires blancs sur les quais ont été remplacés par un éclairage au tungstène, plus puissant et offrant une meilleure visibilité aux voyageurs. En 2011, ce sont des écrans plats LCD de nouvelle génération qui font leur apparition en remplacement des anciens panneaux à palettes, vieillissants.
Une restructuration plus importante de la gare est prévue à partir de 2012 avec notamment l'installation de tourniquets et d'accès aux personnes à mobilité réduite (PMR) et la création d'une passerelle venant soulager le passage souterrain existant[réf. souhaitée].
En 2018, la SNCF estime la fréquentation annuelle de cette gare à 17 664 549 voyageurs. Ce nombre s'élève à 13 392 399 pour 2017.

## Service des voyageurs

### Accueil

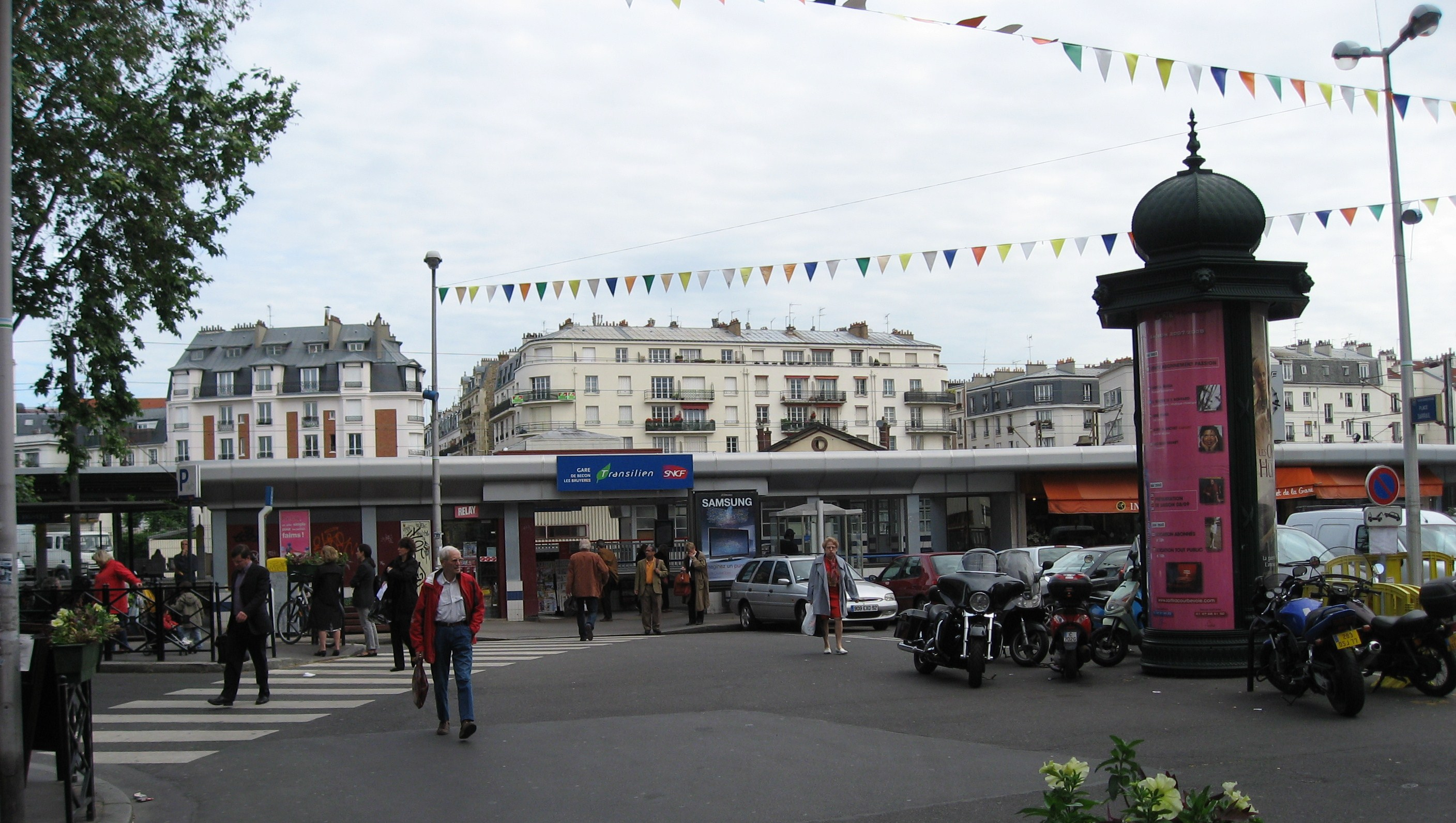
Entrée sud de la gare, place Sarrail.

La gare dispose d'un bâtiment voyageurs, place de la Gare, ouvert tous les jours de 5 h à 1 h 30. Un guichet Transilien est ouvert du lundi au vendredi de 7 h à 19 h 30. Elle est équipée d'automates Transilien et grandes lignes pour l'achat de titres de transport. Un magasin de presse Relay, des distributeurs de boissons ou de friandises ainsi qu'une cabine de photographie automatique sont disponibles. On accède à la gare par les deux côtés des voies, entrée nord par le bâtiment principal et entrée sud par l'autre côté des voies.
Un souterrain permet la traversée des voies et le passage d'un quai à l'autre.

### Desserte
La gare de Bécon-les-Bruyères est desservie par les trains de la ligne L du réseau Transilien. Elle est la gare de bifurcation des deux groupes de la ligne L, dont le groupe II vers ou depuis La Défense, et le groupe III vers ou depuis Nanterre-Université/Cergy-le-Haut.

#### Groupe II
La gare est desservie par les trains du groupe II de la ligne L du Transilien, avec : 
- quatre trains par heure du lundi au samedi aux heures creuses, en direction/provenance de Saint-Cloud ;
- quatre trains par heure le dimanche aux heures creuses, en direction/provenance de Versailles-Rive-Droite ;
- quatre trains par heure aux heures de pointe, du lundi au vendredi, le matin en direction de Saint-Cloud et le soir en provenance de cette même gare ;
- huit trains par heure aux heures de pointe, du lundi au vendredi, le matin en direction de Paris-Saint-Lazare ;
- huit trains par heure aux heures de pointe, du lundi au vendredi, le soir en direction de Saint-Nom-la-Bretèche, en alternance avec un train allant jusqu'à Marly-le-Roi ;
- quatre trains par heure tous les jours en soirée, avec en alternance un train pour Versailles-Rive-Droite un autre pour Saint-Nom-la-Bretèche, et réciproquement vers Paris-Saint-Lazare.

Pour la direction de La Verrière - Saint-Quentin-en-Yvelines, un changement de train est nécessaire en gare de la Défense en prenant un train de la ligne L en direction de Saint-Cloud, Versailles-Rive-Droite ou Saint-Nom-la-Bretèche.
Nouvelle desserte par le groupe II. Dans le cadre de la refonte de la desserte du groupe II, pour le service annuel 2016, dont la mise en application est prévue pour le 13 décembre 2015, les trains en direction de Saint-Nom-la-Bretèche desserviront la gare de Bécon-les-Bruyères au lieu de ceux pour Saint-Cloud, dans les deux sens de circulation (Paris - Saint-Nom et Saint-Nom - Paris), aux heures creuses comme aux heures de pointe Dans le sens Paris - Saint-Nom-la-Bretèche la fréquence sera de : 1 train / 10 minutes (contre 1 train / 7 minutes avant 2016 dans le sens de la pointe et 1 train / 15 minutes dans le sens de la contrepointe). En heure creuse la fréquence est inchangée : 1 train / 15 minutes.

#### Groupe III
La gare de Bécon-les-Bruyères est desservie par les trains du groupe III de la ligne L du Transilien, avec :
- dix trains par heure aux heures de pointe, du lundi au vendredi, en direction de Paris-Saint-Lazare ;
- cinq trains par heure du lundi au vendredi aux heures creuses et quatre aux heures de pointe en direction de Nanterre-Université ;
- cinq trains par heure aux heures de pointe et un train par heure uniquement du lundi au vendredi en direction de Cergy-le-Haut ;
- six trains par heure le week-end, avec en alternance un train pour Nanterre-Université un autre pour Maisons-Laffitte, et réciproquement vers Paris-Saint-Lazare ;
- quatre trains par heure tous les jours en soirée, avec en alternance un train pour Nanterre-Université un autre pour Maisons-Laffitte, et réciproquement vers Paris-Saint-Lazare.

En été, la gare joue le rôle de terminus des navettes avec Paris-Saint-Lazare.

### Intermodalité
Elle est desservie par les lignes 167, 178, 275, et 363 du réseau de bus RATP, par le Curviabus, service urbain de Courbevoie exploité par la SAVAC et la nuit, par les lignes N52 et N152 du réseau de bus Noctilien.

## Projet de modernisation

### Modernisation de la gare
En juin 2012, un projet de modernisation, mené par RFF et la SNCF, est en cours de concertation pour une réalisation prévue pour 2014-2017. Il consiste en la réalisation d’une passerelle équipée d’ascenseurs permettant la mise en accessibilité des quais et une meilleure desserte du quartier des Bruyères à Bois-Colombes et assurant une connexion avec la future station de la ligne 15 du Grand Paris Express, ainsi qu’en une rénovation des deux bâtiments voyageurs situés « côté Courbevoie » et « côté Asnières ».
Jean-Paul Viguier et Associés est chargé de concevoir et de réaliser cette nouvelle gare.

### Ligne 3 du métro
La gare pourrait également à l'avenir devenir le terminus de la ligne 3 du métro après le prolongement de cette dernière depuis Levallois-Perret.

### Construction ligne 15 du métro
La ligne 15 du métro de Paris, après sa construction, vers les années 2030, devrait passer par la gare de Bécon-les-Bruyères. Cette implantation fait partie du projet du Grand Paris Express qui consistent à relier les banlieues de Paris entre elles avec plusieurs lignes de métro. 

## Galerie de photographies

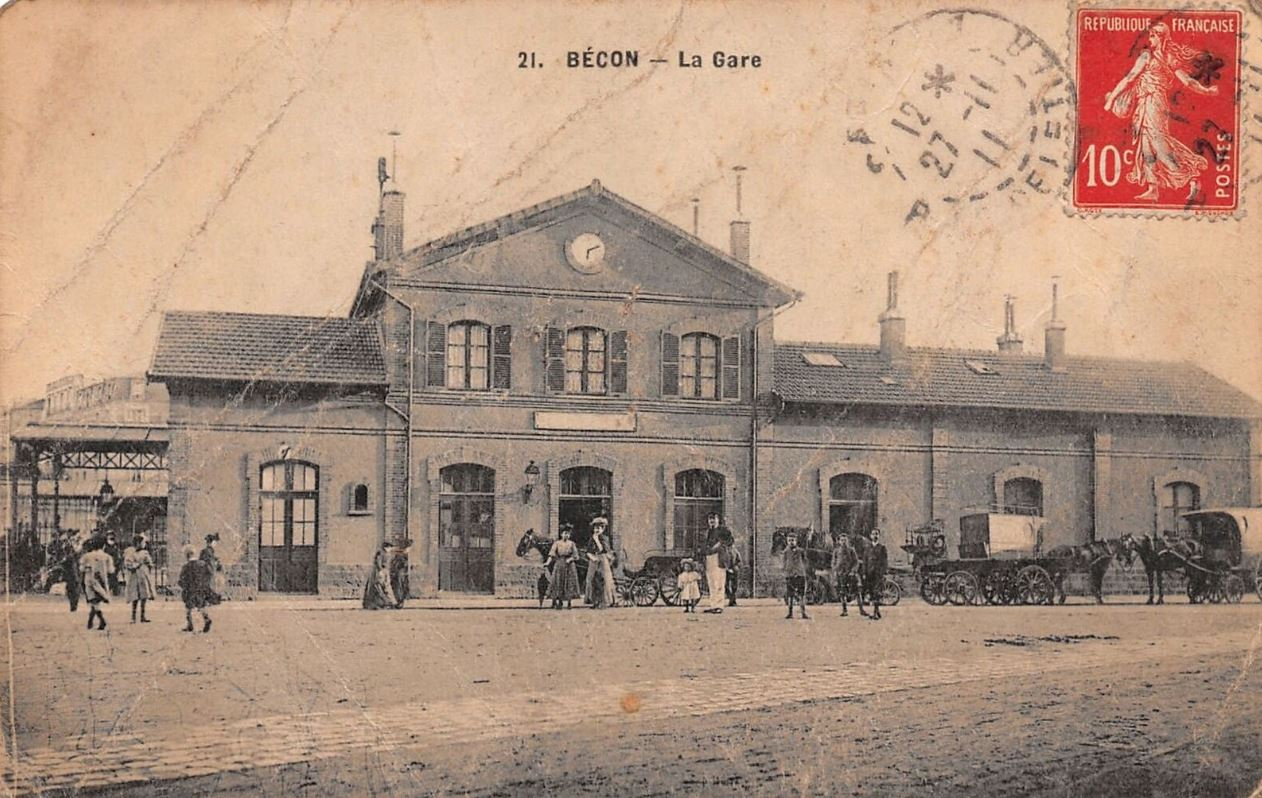
Bâtiment voyageurs au début du XXe siècle.
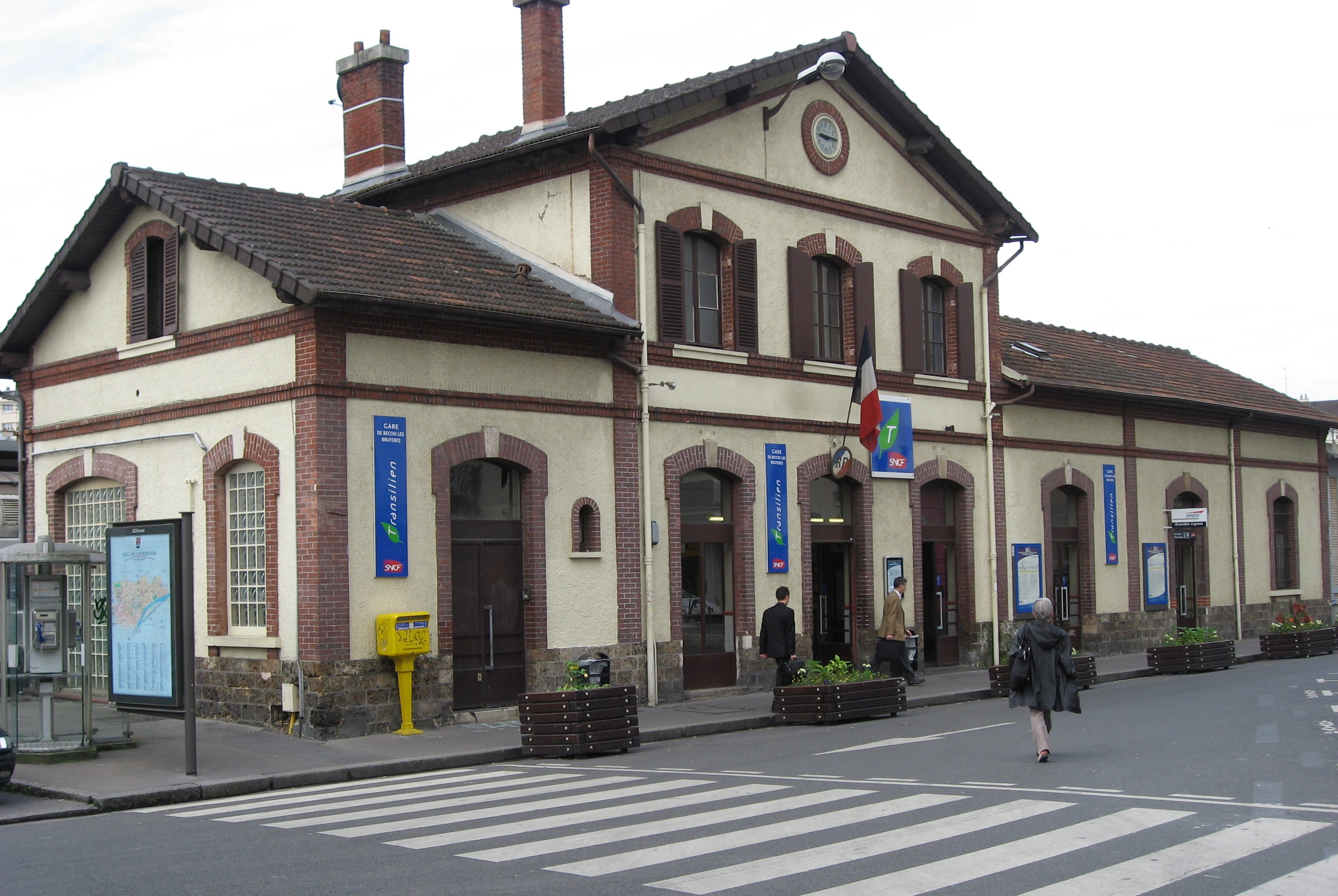
Bâtiment voyageurs en juin 2008.
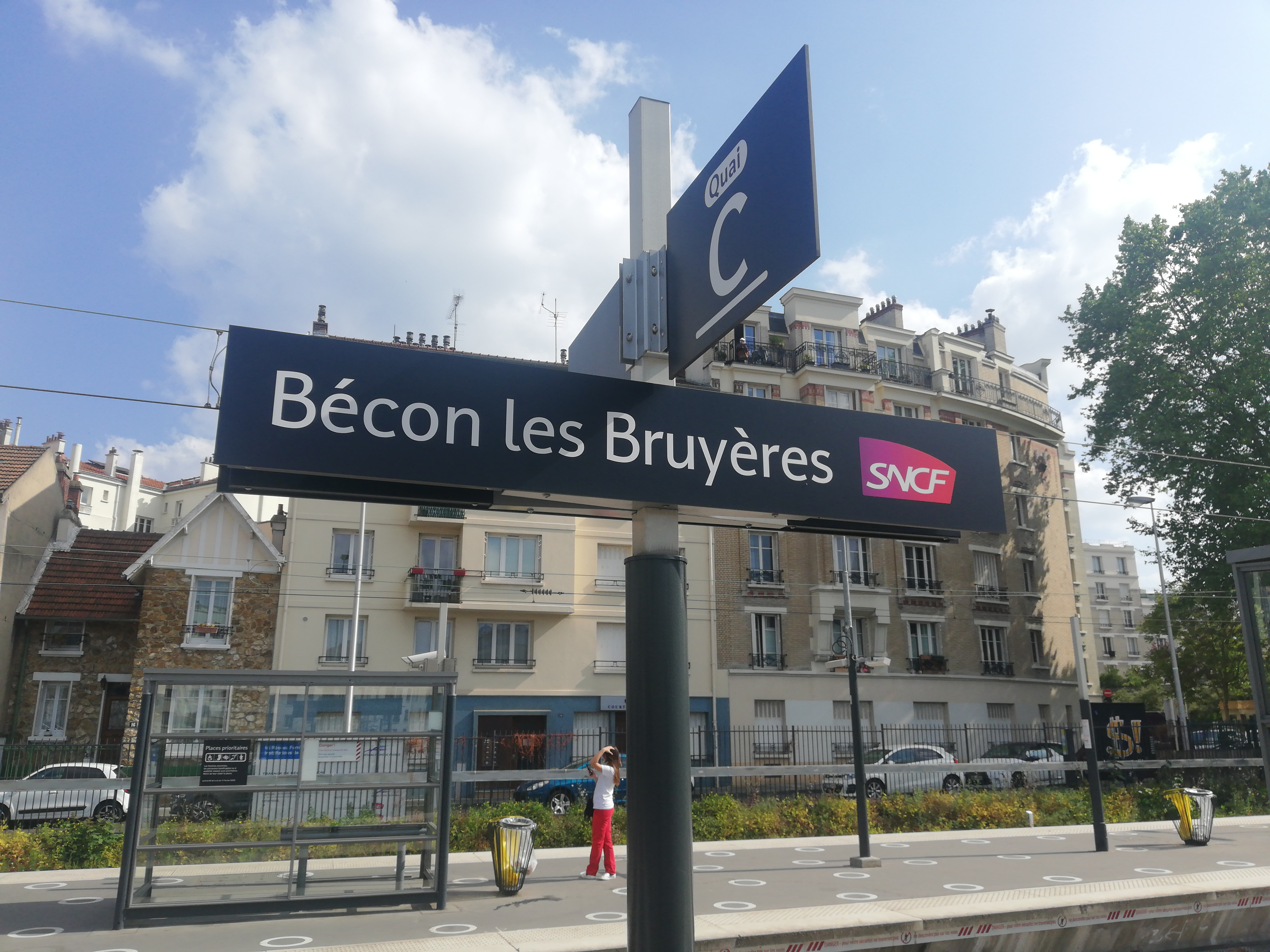
Plaque signalétique de quai.
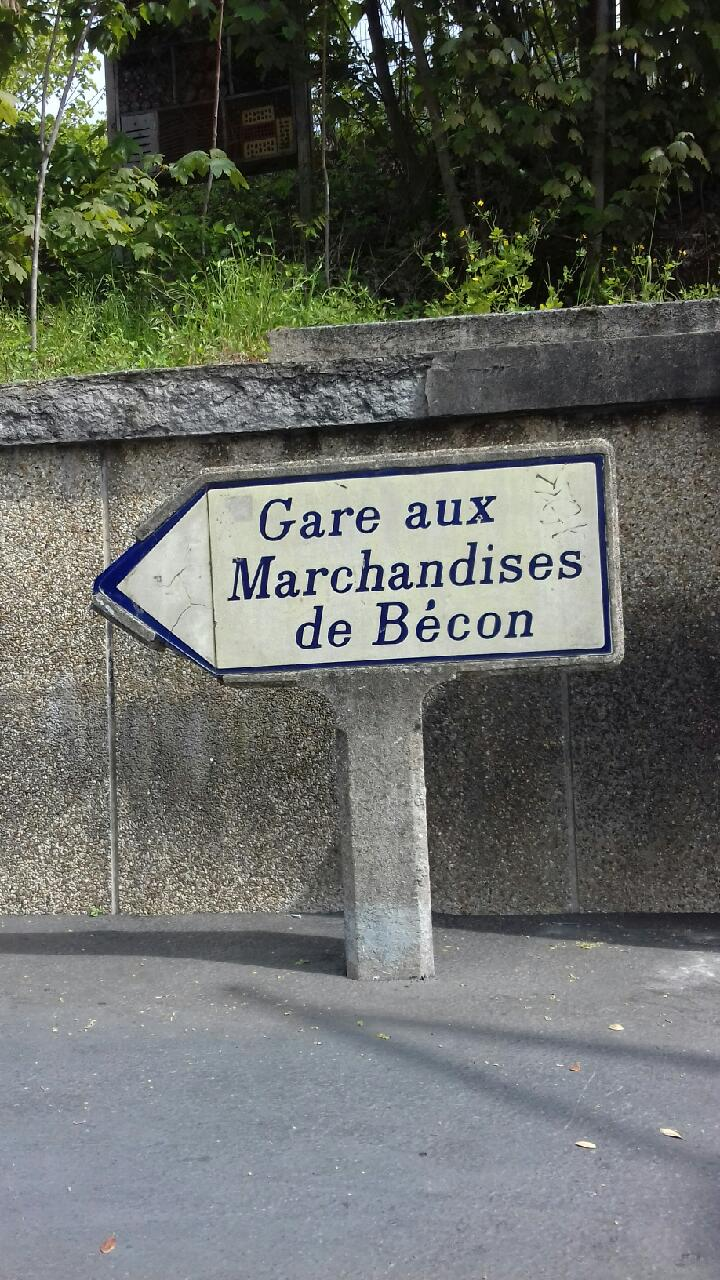
Panneau indicateur boulevard de Verdun.

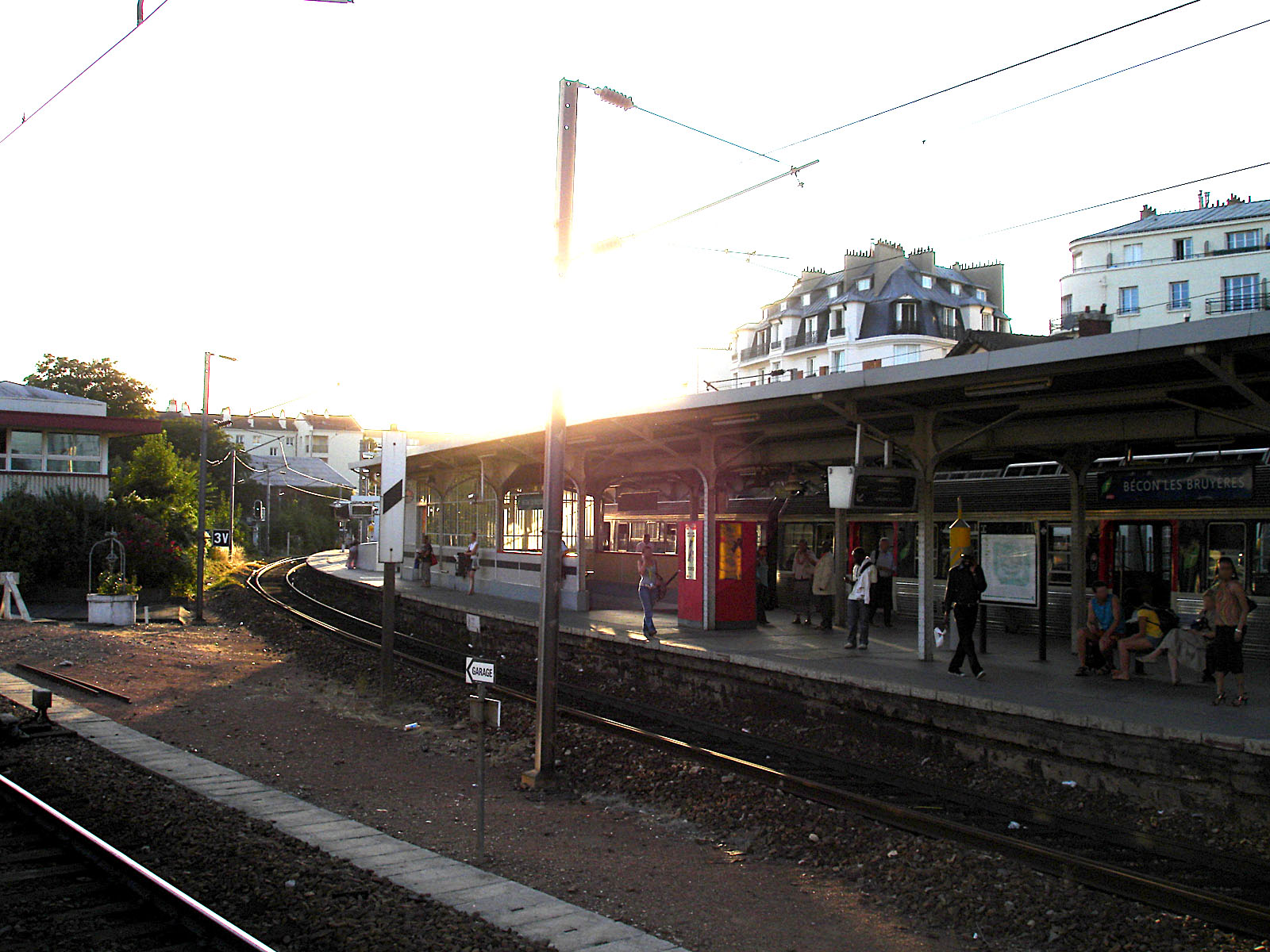
Voie groupe II, vers Nanterre-Université.
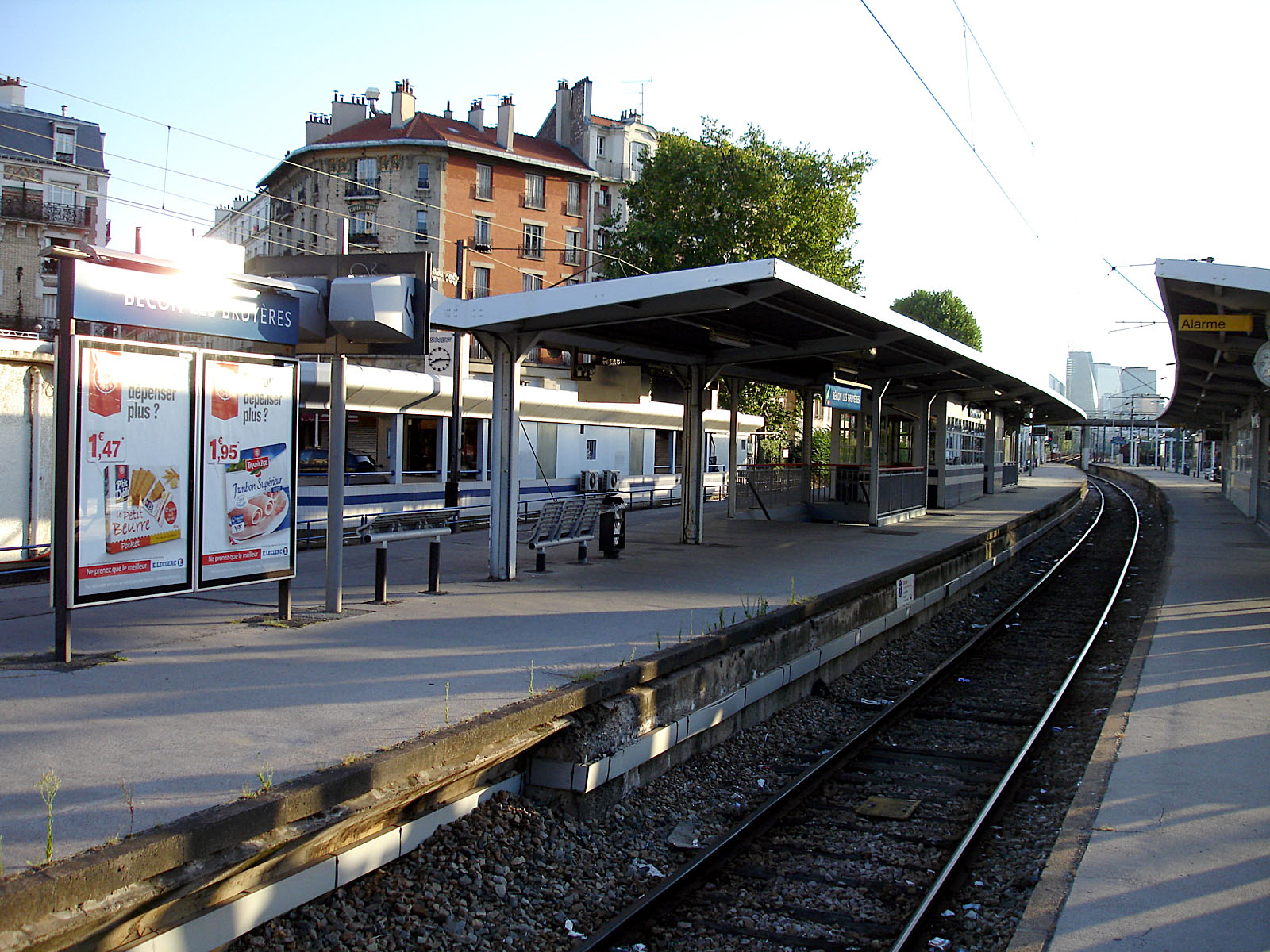
Voie centrale groupe II, vers La Défense.
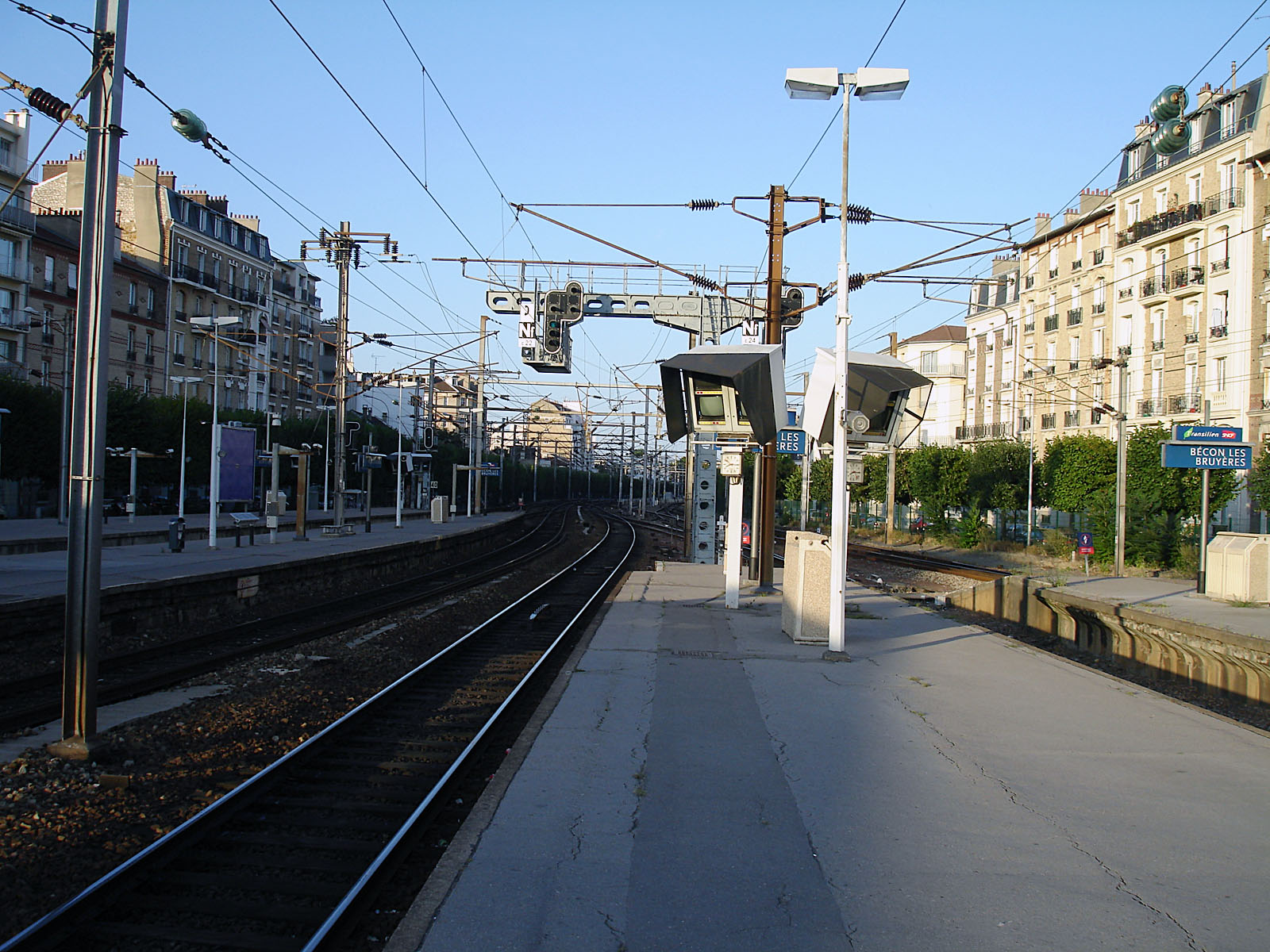
Voie paire groupe II, vers Paris-Saint-Lazare.